# Чегурко, Егор Владимирович
Его́р Влади́мирович Чегу́рко (укр. Єгор Володимирович Чегурко; род. 27 января 1995 года, Харьков (по другим данным — Горловка, Донецкая область), Украина) — украинский футболист, нападающий.

## Игровая карьера
Футболом начинал заниматься в Енакиево в филиале детско-юношеской футбольной академии ПАО «ЕМЗ» ФК «Шахтёр». В 2012 году продолжил обучение в академии харьковского «Металлиста». После выпуска был зачислен в юношескую команду харьковчан. В сезоне 2012/13 сыграл в её составе 22 матча и забил дубль в ворота 19-летних игроков «Днепра». В следующем сезоне 20 матчей провёл в молодёжной команде, забил 4 гола.
В Премьер-лиге дебютировал 1 марта 2015 года в гостевом матче против киевского «Динамо». В этой игре помимо Чегурко футболки первой команды харьковчан впервые надели также Богдан Бойчук, Алексей Ковтун, Максим Аверьянов, Сергей Сизый, Дмитрий Антонов и Владимир Барилко. Такой «групповой дебют» игроков харьковской молодёжки стал возможен благодаря бойкоту лидерами «Металлиста» старта весенней части чемпионата Украины из-за невыполнения клубом контрактных обязательств перед ними.
В следующем календарном матче 4 марта в рамках 1/4 финала Кубка Украины против донецкого «Шахтёра» сыграли лишь двое из вышеупомянутой семёрки. Чегурко вышел в стартовом составе. После перерыва был заменён на Артёма Беседина.
2-го марта 2018 года подписал контракт с клубом «Днепр-1» сроком на полтора года и будет выступать в команде под номером 27.

## Достижения
- Бронзовый призёр Второй лиги Украины: 2017/18